# Bubsy 3D
Bubsy 3D (Bubsy is 3D in Furbitten Planet) è un videogioco a piattaforme tridimensionale sviluppato da Eidetic e pubblicato da Accolade e Telstar nel 1996 per Sony PlayStation. È il quarto videogioco della serie Bubsy. Il nome completo del gioco è una parodia di Forbidden Planet (in italiano Il pianeta proibito), un film fantascienza del 1956.

## Accoglienza
Il gioco è stato definito uno dei peggiori giochi di tutti i tempi da GameTrailers, IGN e GamesRadar. Molti degli elementi primari del gioco hanno ricevuto critiche; è stato criticato per la sua grafica, i controlli e la personalità odiosa di Bubsy.